# Ноев ковчег (мультфильм)
«Ноев ковчег» (исп. El Arca; «The Ark», «Noah’s Ark», в оригинале на английском/испанском языке) — аргентино-итальянский комедийный приключенческий анимационный фильм режиссёра Хуана Пабло Бускарини. Премьера в Аргентине — 5 июля 2007 года. Фильм основан на библейской истории о Ноевом ковчеге, и сфокусирован на жизни животных. История имеет тенденцию следовать традиционной истории, однако, и люди, и участвующие животные, представлены как «говорящие» существа на протяжении всего фильма.

## Сюжет
Во вводной сцене, представленные животные и люди олицетворяют семь смертных грехов: гордость (павлин), лицемерие (змея), лень (ленивец), похоть (ежик), чревоугодие (жаба), гнев (мандрил), и жадность (человек). Это приводит к их одной судьбе, так как они были или убиты, или захвачены в плен и отвезены на рынок, а оставшиеся в живых обращены в рабство. Бог изучая рынок, становится свидетелем разного рода зла, и сообщает своему спутнику Ангелу, что он намерен устроить Судный день на грешной земле. Случайная встреча с ласковым и преданным Ноем, который дарует свободу порабощенному человеку, несмотря на свою бедность, убеждает Бога дать человечеству последний шанс.
Бог предстаёт Ною как небесный свет и велит ему построить ковчег, на который взойдёт он со своей семьёй и по паре каждого животного, чтобы выжить в мире, затопленном потопом, который нашлёт Бог. Ной сообщает об этом своей семье. Уже недовольные руководством Ноя, члены семьи предполагают, что он сошёл с ума, особенно когда он формирует модель ковчега из картофельного пюре (пародия на Башню дьявола из пюре-картофеля Роя Нири из близких контактов третьего рода) и начинает вырубку леса отца для древесины, используемой для строительства.
Ной продаёт свой дом алчным торговцам Фарфану и Эстер за стаю голубей, которых он использует для доставки сообщений всем животным в мире. Впрочем, птицы тут же отказываются от своей задачи и направляются в стрип-клуб, расположенный в джунглях, чтобы отпраздновать свою свободу. Лишь один голубь, Пепе, остаётся выполнять миссию, но подвергается атакам со стороны животных, с которыми он сталкивается. Пепе спасает добрая львица по имени Кайрэл, секретарь стареющего короля Сабу и королевы Орианы. Кайрэл доставляет послание Ноя к Сабу, который созывает всех зверей на экстренное совещание. Испорченный, свободомыслящий сын Сабу, Ксиро, получил половину письма Ноя и принимает объявление о конце света за приглашение на круизную вечеринку. Он устраивает истерику после того, как Кайрэл отвергла всех подружек Ксиро из-за недостатка интеллекта, и заявляет, что его спутницей станет львица Брума. А тигр Данино видит возможность захватить корону животного царства после потопа.
Когда Ной в одиночку завершает ковчег (впечатляющий, но не по-библейски точный, корабль со штурвалом, тысячью роскошных кают, и другими особенностями, более подходящими для современного круизного лайнера), животные толпой приходят к месту расположения ковчега. Кайрэл была отправлена контролировать погрузку, но процессия застопорилась, когда травоядные животные потребовали гарантии на то, что хищники не съедят их, как только они взойдут на борт. Ксиро не принимает решения, что позволяет Данино получить уважение животных, заявив, что он лично разорвёт любого, кто хоть когтем дотронется до травоядного, в самые мелкие клочья. Как только на землю упала первая дождевая капля, животные направились на ковчег. Спутница Ксиро, Брума, останавливается, чтобы насмехаться над обречённой на гибель Кайрэл, но становится жертвой гиппопотама, который случайно упал на неё с трапа сверху. Ксиро стремительно хватает Кайрэл и они прыгают в ковчег. Так Кайрэл заняла место спутницы Ксиро.
Осматривая дом Ноя, Фарфан и Эстер замечают ковчег. Но их насмешки превращаются в панику, как только вода поднимается вокруг них, и они едва успевают вскарабкаться на ковчег незамеченными. Внутри, Кайрэл пытается сохранить некое подобие порядка и убедить Ксиро относиться к своим обязанностям серьёзно, но Ксиро уходит в быстро созданный клуб. Там он становится без ума от соблазнительной пантеры по имени Панти, исполняющая песню I Want to Live (пародия на песню I Will Survive). Однако, Панти является членом группы Данино, который намерен дискредитировать и свергнуть Ксиро, а затем установить новый порядок, в котором все хищники разводят и откармливают травоядных, пока не решат съесть их.
В конце-концов Кайрэл объясняет Ксиро всю опасность ситуации, и Ксиро делает настоящие усилия в управлении. Он становится ближе к Кайрэл, но находит бюрократию скучной и Панти снова сумела вскружить ему голову, что приводит Кайрэл к тревожной зависти. Минуя животных, Фарфан и Эстер маскируются и выдают себя за «кузнечиков» чтобы избежать обнаружения того, что они — люди. Маскировка подводит когда на них падает куча животных экскрементов, которая доставляется на верхнюю палубу для утилизации. Посчитав, что это животные, которые выбрались из трюма, сыны Ноя и их жёны пытаются схватить их или убить. В суматохе, Фарфан, Эстэр и Ной падают в низ ковчега. Старший сын Ноя, Иафет, добровольно вызывается рискнуть спасти отца, но быстро отступает, услышав устрашающие звуки снизу (которые оказываются звуками гиппопотама, страдающего из-за кишечного расстройства). Преданный голубь Ноя, Пепе, добровольно решает отправиться вниз к Ною, но из-за травм он обессилено сам падает вниз. Сыновья Ноя устраивают драку из-за штурвала, и, в конце-концов, ломают его. Пристыжённая и отчаявшаяся семья Ноя обращается к Богу за помощью.
Фарфан и Эстэр оставляют Ноя без сознания и покидают его. Чувствуя себя всемогущим, Фарфан начинает издеваться над маленькими животными пока он ненароком наткнулся на Данино. Парочка спаслась невредимой, но Данино успевает оторвать нижнюю часть костюма Фарфана, которая нужна ему для осуществления своего плана. Панти заманивает Ксиро в свою кабину, после чего прислужники Данино используют кусок костюма и томатный сок чтобы обвинить Ксиро в убийстве «кузнечика». Данино становится предводителем и запирает Ксиро в кладовке, но травоядные друзья Ксиро быстро распутывают дело и сообщают Кайрэл правду.
Ной приходит в сознание и подбодряет Пепе перед тем как направить его в иллюминатор, для того, чтобы тот полетел искать землю. Ксиро находился ниже помещения, в котором находился Ной и слушал его стимулирующие слова, ошибочно считая, что это «голос крови». Когда друзья освобождают его, Ксиро встаёт против Данино, который захватил остальных травоядных. (Отряд Ксиро разозлил Данино ритуальным танцем маори, более известным как Хака.) Битва между Данино и Ксиро окончилась когда ковчег, проплывая где-то в Арктике, врезался в льдину. Из-за неожиданной остановки Данино и его соратники влетели в стену, где их головы и застряли.
Животные снова начинают паниковать, с опаской выбежав на лёд пока Ксиро наконец-то не показал своим грозным рёвом, кто здесь главный. Он произнёс речь, которая воодушевила животных (даже многих из шайки Данино, к несчастью для Данино). На верхней палубе, Ной выбирается к своей семье, которая радостно обняла него. Он и его сыновья начинают чинить штурвал. Бог уступает Ангелу, и позволяет ему перекрыть вентиль, отвечающий за осадки. Ксиро понимает, что если поджечь Пек, используемый для изготовления факелов, то он способен растопить лёд, и приказывает животным катить бочки, предварительно сделав отверстие, по льду. Он поджигает смолу, тем самым растопил лёд и позволил ковчегу плыть дальше. Фарфан и Эстэр, полагая, что ковчег сел на мель, вырываются наружу и падают на лёд, как раз в то время, когда ковчег отплывал. В этот момент они увидели голодных полярных медведей, которые были высажены на их привычном месте обитания.
Пепе возвращается на ковчег с оливковым листом, но (случайно) врезался в окно. Ксиро и Кайрэл помирились, так как животные (включая содержащуюся в клетке Панти и шайку Данино, всё ещё застрявшую в стене) отмечали вечеринку на открытой палубе. Бог наслаждается празднествами сверху, и спрашивает у Ангела, почему он оставил радугу включённой.
В финальных титрах, Бог и Ангел спорят о том, какие цитаты будут в их книге.

## Интересный факт
- В одной из сцен можно увидеть, как обезьяны пародируют мифологических обезьян Кикадзару, Ивадзару, Мидзару и даже Сидзару.

## Выпуск на DVD
«Ноев ковчег» был выпущен на DVD в Соединённых Штатах Shout! Factory под названием «Noah’s Ark» 11 Марта, 2014. Это издание имело Английскую и Испанскую озвучку, с английскими субтитрами.

## Озвучивание ролей
| Английская озвучка   | Персонаж | Испанская озвучка     |
| -------------------- | --- | --------------------- |
| Роб Ван Полус        | Бог: Всемогущее существо, создавшее мир и всех его обитателей. В течение фильма Бог обращает внимание на то, что его религия — единственная на тот момент, у которой нет священного писания. Поэтому он поручает Ангелу написать Библию. На самом деле, Бога куда больше увлекает сам процесс создания Библии, чем забота о смертных, избранных им для построения нового мира. Вопреки традиционным представлениям, Бог изображён как человек африканского происхождения со светлыми волосами — в отличие от большинства интерпретаций, где он представлен как белокожий мужчина с седыми волосами. |                       |
| Эндрио Чаварро       | Ангел: Скромный помощник Бога. Именно он выполняет всю работу за Бога, включая организацию и завершение Потопа. Почти на протяжении всего фильма он занят написанием Книги Бога и часто обращается за советом. |                       |
| Эндрио Чаварро       | Иафет: Старший сын Ноя. Его отличают каштановые волосы и светлая одежда. | Александро Фантино    |
| Джо Кэрэли           | Ной: Пожилой мужчина с сердцем святого, главный протагонист среди людей. Святой человек, именно его и его семью выбрали для роли спасителей человечества и всех животных. Его легко узнать по длинной бело-серой бороде, очкам и простой бордовой одежде. Дублирует Эммануил Виторган. | Жуан Карлос Меса      |
| Кэй Брэди            | Наама: Жена Ноя. Несмотря на свою готовность быть рядом с Ноем в течение многих лет, даже она начала переживать за его психическое здоровье. Как и Ной, она — глубоко религиозный человек. Во время путешествия в Новый Мир Наама делала всё, что могла, чтобы сохранить свою семью целой. |                       |
| Оскар Чеда           | Сим: Младший сын Ноя и самый лояльный из них. Часто становится первым (кроме Наамы), кто следует за Ноем. Он заметно крепче своих братьев, что помогает ему выделяться среди них, и его легко узнать по рыжим волосам, бороде и синей одежде. |                       |
| Брэндон Морис        | Хам: Самый маленький из сыновей Ноя (и единственный африканец). Он выделяется среди братьев благодаря своему росту, афро-прическе и красной одежде. |                       |
| Лиза Гроссман        | Мириам: Сноха Ноя, жена Хама. Более эмоциональна, чем другие женщины, и ей легче всего причинить боль; однако она гораздо добрее, чем другие невестки. Её легко узнать по рыжим волосам и голубой одежде. | Мариана Фаббиани      |
| Лорен Ласч           | Сара: Другая сноха Ноя, жена Сима. Самая темпераментная из всех. Она склонна быть очень откровенной со всеми. Её легко узнать по тёмным волосам и белой одежде. |                       |
| Обри Шавонн          | Эдит: Последняя сноха Ноя, жена Иафета. Спокойная и невозмутимая, она может разобраться в любой ситуации (хотя может и посмеяться, если это необходимо). Её легко узнать по светлым волосам и красной одежде. |                       |
| Тэрел Хардка         | Пепе: Белый голубь, который согласился доставить письмо Ноя всем животным. На протяжении всего мультфильма он постоянно получает различные травмы (чаще всего — совершенно случайно). | Диего Топа            |
| Оскар Чеда           | Король Сабу: Стареющий Лев, который был царём зверей до потопа. Получив от Пепе письмо Ноя о приближающемся конце света, он созывает всех зверей в своё королевство, чтобы предупредить их. Хотя он не заставляет животных идти на Ноев ковчег (так как некоторые животные считают это ловушкой), он даёт понять, что те, кто не прислушается к угрозе апокалипсиса, потом, когда он действительно настанет, окажутся виноватыми. Понимая, что его жизнь, а также жизнь его жены, близка к концу, он (и другие животные, уже достигшие своего предела) становятся рядом и позволяют остальным животным уйти на ковчег, объявив их «спасателями нового мира». Считается, что он был мудрым и справедливым правителем (это подтверждается тем, что все животные с готовностью собрались по его приказу). |                       |
| Хэйди Харис          | Королева Ориана: Львица, которая была женой короля Сабу и королевой всех животных до потопа. Зная, что наступит время, когда её сын, Ксиро, заменит её и её мужа, короля Сабу, она позволяет Ксиро принять участие в путешествии к Новому Миру. Она глубоко доверяет Кайрэл, занимающей должность королевского помощника, и поручает ей несколько важных задач, в том числе убедиться, что путь к ковчегу пройдет без проблем. | Маждалена Руиз Гиняфу |
| Хэйди Харис          | Брума: Львица, незначительная антагонистка среди животных. Хотя она была выбрана спутницей Ксиро, Кайрэл (которая проводила опрос среди подруг Ксиро) отклонила её кандидатуру, отметив, что у неё «мало веса и мало мозгов». Тем не менее, Ксиро всё же взял её с собой в качестве спутницы. Кайрэл утверждает, что в молодости она сделала несколько сомнительных поступков, на что Брума отвечает, что «не понимала, что делает». Кроме этого Брума даёт понять, что она не против перекусить другими животными на ковчеге. Очевидно, что она и Кайрэл не ладят. Она не доживает до посадки на ковчег из-за внезапной аварии, в результате которой она либо утонула, либо была раздавлена упавшим гиппопотамом.                                                                                     |                       |
| Джеймс Келлер        | Ксиро: Лев и главный протагонист со стороны животных. Будучи сыном короля Сабу и королевы Орианы, Ксиро становится лидером всех животных. Несмотря на это, принц в начале сюжета ведет беспечную жизнь, наслаждаясь каждым моментом (хотя он взрослеет по мере развития событий). Ксиро — бабник, так как красивые создания легко сбивают его с толку, что часто ставит его в трудные ситуации. Несмотря на то, что он хищник, у него есть дружеские отношения с травоядными, среди которых свинья Альваро, панда и крот. |                       |
| Джеймс Келлер        | Фарфан: Один из двух аферистов, старающийся быть жестоким по отношению к Ною, его семье и всем животным. Он несколько высокомерен, утверждая, что «имеет дар распознавать идиотов». Самый маленький из двух аферистов, его легко отличить от его партнёрши благодаря зелёной коже и лысине. | Джорж Гуинзбург       |
| Том Уол              | Бомбей: Орангутанг и один из второстепенных героев со стороны животных. Будучи близким другом Ксиро, Бомбей становится наставником (отсылка к Рафики, наставнику Симбы в мультфильме Король Лев), предоставляя мудрость и советы Ксиро, указывая на действия, которые принесут пользу как можно большему числу персонажей. Он также опытный массажист. На борту ковчега Бомбей открывает «The Dive» — маленький развлекательный клуб, расположенный в нижнем углу корабля. Хотя Бомбей выглядит как обычный орангутанг, его розовый нос выделяет его среди остальных. |                       |
| Хлоя Доландис        | Кайрэл: Львица. Очевидно, что она занимала высокий ранг в львином обществе, поскольку служила помощником королевы Орианы. Она может быть строгой (работая с королевской семьей, ей, вероятно, пришлось быстро научиться быть ответственной), и у неё есть секретный приём против Ксиро. |                       |
| Антонио Амадео       | Попугай Пити: Будучи одной из самых заметных птиц в мультфильме, Пити запоминается как конферансье развлекательного клуба «The Dive». Проведя всю свою жизнь рядом с людьми, он знает множество удивительных историй о них. Он выделяется частично заросшим верхним клювом, телом, в основном покрытым зелеными перьями, и высоким голосом. | Лало Мир              |
| Вэйн Легет           | Данино: Тигр и главный антагонист со стороны животных. Прекрасно осознавая, что приближающийся потоп предвещает новый мировой порядок, он вступает в сговор с несколькими другими хищниками, чтобы захватить ковчег и стать царём зверей. Обладая свирепыми мускулами и впечатляющим умом, он унизил Ксиро и занял место короля зверей. Несмотря на то, что на борту ковчега есть тигрица, Данино, похоже, состоит в отношениях с Панти. |                       |
| Дэнни Пол            | Коко: Крокодил. Он предпочитает решать проблемы с применением силы, так как не очень разговорчив. У Данино он выполняет роль некого вышибалы. Видимо, его левый глаз ослеп (тот, который полностью жёлтый). |                       |
| Тод Ален Дуркин      | Патрицио: Гриф. Обычно его можно увидеть сидящим на плече Коко, как попугай, сидящий на плече частично слепого человека. |                       |
| Джеральд Оуэнс       | Катито: Пума. Он, пожалуй, самый незаметный из бунтовщиков, так как редко что-нибудь говорит. | Александро Долина     |
| Барри Таралло        | Вольфганг: Волк. Несмотря на то, что он бунтарь, его совершенно не волнует благосостояние Ксиро. |                       |
| Хэзер Галлахер       | Панти: Чёрная пантера. Будучи единственной женщиной среди заговорщиков, она использует свою женственность и ум, чтобы помочь им. Кроме этого она является супер-звездой клуба «The Dive». |                       |
| Райнэр Гранчен       | Альваро: Свинья и незначительный протагонист мультфильма. Хотя он не решается доверять хищникам в начале, по мере продвижения истории он развивает что-то вроде дружбы с Ксиро. Несмотря на то, что он находится на довольно низком уровне пищевой цепи, он удивительно смелый, так как не боится открыто выражать свою ненависть к большинству хищников. |                       |
| Эми Лондон           | Эстэр: Вторая из аферистов. Видимо, она происходит из семьи преступников, так как упоминает, что её дед был мошенником, но в итоге был убит бывшим партнёром (им мог быть Фарфан, судя по его реакции). Она обладает некоторыми навыками работы с иглой. Самая высокая из двух аферистов, она отличается здоровой кожей, рыжими волосами и серёжками. |                       |
| Дебора Шерман Горэло | Лили: Орангутанг — один из незначительных протагонистов со стороны животных. Несмотря на то, что она женщина, она довольно сильная, так как может с легкостью опрокинуть любого (неважно, друга или врага) с одного удара. Несмотря на это, в глубине души она добрая, так как волнуется за своего суженого, Бомбея, и будет защищать его до конца. Её лохматая стрижка и тёмный мех помогают ей выделиться из толпы. |                       |

#### Дополнительные голоса
- Расти Элисон
- Робин Барсон
- Дэвид Дрэйсэн
- Джон Феликс
- Кристи Хардкасл
- Дэвид K. К.Вэйт
- Джош Везерингтон
- Стэйси Шварц
- Дэвид Стил